# 신귀섭
신귀섭(申貴燮, 1955년~2024년 4월 21일)는 청주지방법원 법원장을 역임하고 원로법관으로 지명되어 대전지방법원 부장판사에 전보된 법관이다.

## 생애
1955년 광주광역시에서 태어난 신귀섭은 검정고시를 통해 고등학교 과정을 마쳤다. 고려대학교 행정학과를 졸업하고 1983년 제25회 사법시험에 합격해 제15기 사법연수원을 수료하고 1986년 서울형사지방법원 판사에 임용되었다. 이후 서울민사지방법원, 광주지방법원 목포지원, 서울지방법원 북부지원, 서울지방법원 서부지원, 서울고등법원 판사를 거쳐 청주지방법원 영동지원장을 지냈다. 2000년 2월에 서울지방법원에서 판사를 하다가 광주지방법원 목포지원과 대전지방법원에서 부장판사를 하면서 지원장을 겸임하였다. 2008년 2월에 대전지방법원 수석부장판사, 2010년 2월에 대전고등법원에서 수석부장판사를 하였다 2016년 2월에 법원장으로 승진하여 제53대 청주지방법원장과 충청북도 선거관리위원회 위원장을 겸직하다가 2018년 2월부터 대전지방법원에서 부장판사로서 재판 업무를 맡고 있다.
청주지방법원장 취임식에서 "선출되지 않은 권력인 법원은 기본적 사명을 다하기 위해서는 국민적 신뢰를 받는 것이 중요하다"고 밝혔다.

## 주요 판결
- 대전고등법원 제1행정부 재판장으로 재직하던 2012년 6월 21일에 "중학교입학자격검정고시 응시제한을 만12세로 제한한 것은 부당하다"며 대전시교육감을 상대로 제기한 소송에서  "중입검정고시는 의무교육인 초등학교 교육과정을 이수하지 못한 자에게 예외적으로 인정되는 보충적 학력인정제도"라면서 "응시에 있어서 일정한 자격요건이 필요하고 그 자격요건에는 초등학교 취학의무 연령과 관련한 연령제한 사항도 포함될 수 밖에 없다"며 원고승소했던 원심을 파기하고 원고패소 판결했다.[2]
- 대전고등법원 제3민사부 재판장으로 재직하던 2014년 12월 1일에 대전지역 A병원에서 인턴으로 근무했던 B씨(28)가 각종 수당을 받지 못하자 병원을 상대로 제기한 손해배상 청구소송 항소심에서 "원고와 피고 사이에 명시적인 포괄임금약정의 존재를 인정할 만한 증거는 없다"며 "원고가 이의 없이 급여를 수령한 사실만으로 원고와 피고가 묵시적으로 포괄임금약정에 대해 합의했다고 인정하기에 부족하다는 이유로 "야간근로 수당 등 3300여만원을 지급하라"고 했다[3]

대전지방법원 법원장으로 있던 2018년 2월 2일에 있었던 법원 인사에서 원로법관으로 지명되어 2월 13일자로 대전지방법원 부장판사에 전보되었다. 